# Luserna San Giovanni
Luserna San Giovanni – miejscowość i gmina we Włoszech, w regionie Piemont, w prowincji Turyn.
Według danych na rok 2004 gminę zamieszkiwało 7867 osób, 462,8 os./km².